# JR (cantor)
Kim Jong-hyun (em coreano: 김종현; 8 de junho de 1995), mais conhecido pelo seu nome artístico JR (em coreano: 제이알), é um rapper e compositor sul-coreano. Foi o líder, dançarino principal e rapper principal do boy group sul-coreano NU'EST.
Em 2017, NU'EST interrompeu todas as promoções, já que quatro membros do NU'EST, incluindo a JR, participaram da segunda temporada do Produce 101. Ele ganhou o apelido de "Líder da Nação" depois de liderar o Sorry Sorry Team 2. 

## Carreira

### Pré-debut
JR foi o primeiro trainee masculino da Pledis desde 2009. Ele passou um período de treinamento prolongado e ensinou outros trainees a dançar de vez em quando.  Em 2011, JR e Baekho apareceram em "Hello" da KBS e foram revelados pela Kahi do After School como dois dos membros do grupo. Isso atraiu a atenção dos espectadores, então eles se tornaram um tema de interesse na internet. 
Antes do debut, JR fez numerosas aparições nos lançamentos de música de seus companheiros de gravadora como membro da Pledis Boys. JR apareceu no MV de "Bangkok City" do Orange Caramel. Mais tarde, ele retornou como o rapper da música "Sok Sok Sok" da UEE. Ele também foi um dançarino de backup de "Wonder Boy" do After School Blue e apareceu no vídeo da música e na performance ao vivo. JR também participou do CF "New Balance" com Lizzy. 

### 2012 - presente: NU'EST e atividades solos
JR é um acrônimo para "Junior Royal", e foi o primeiro membro do NU'EST a ser revelado pela Pledis.  Desde a estreia, a JR vem escrevendo as letras e participando do rap nas músicas de NU'EST. A The Korea Music Copyright Association tem 16 músicas listadas sob o nome dele. 
Em 2016, Pledis lançou o MV de Minhyun e JR intitulada "Daybreak", que faz parte do álbum "Canvas". 
Em 2017, NU'EST interrompeu todas as promoções desde que JR, Baekho, Minhyun e Ren foram anunciados para participar da segunda temporada do Produce 101 sob seu nome real. 
Seu ranking aumentou gradualmente e ficou em 1º lugar no sexto episódio.  No desafio baseado em posição, ele cobriu a música "Fear (겁)" de Mino (feat. Taeyang) com letras autoescritas e ficou em primeiro lugar na categoria de rap.  Na segunda rodada de eliminação, ele classificou #1 lugar novamente.  Ele terminou a competição em 14º lugar. 
Após a conclusão da 2ª temporada do Produce 101, JR se tornou um modelo para a empresa de cosméticos Labiotte.  Ele também se juntou ao programa de variedades da JTBC Night Goblin como membro do elenco fixo e ao programa de música tvN Shadow Singer [ko] como juiz. 

Em 27 de junho de 2018, JR foi confirmado como membro do novo reality show de romance da Mnet, Love Catcher [ko]. Ele se juntou ao elenco repleto de celebridades ao lado de outros quatro, incluindo Shin Dong-yup e Hong Seok-cheon.
Em 2019, JR se tornou o modelo de publicidade da marca de beleza Origins.   Em 13 de abril de 2020, ele renovou seu contrato com a marca. 
Em abril de 2021, JR foi escalado para o papel de Lee Shin no drama "I’ll Become Your Night". No mesmo mês, ele se tornou o principal apresentador do programa de áudio "Royal Comics" do Naver NOW. 

## Discografia

### Composição de música
JR participou de escrever as letras de 16 canções.
| Ano  | Artista | Álbum         | Canção                                      | Nota                                                       |
| 2012 | NU'EST  | FACE          | NU ESTABLISH STYLE TEMPO                    |                                                            |
| 2013 | NU'EST  | Sleep Talking | Beautiful Ghost                             |                                                            |
| 2013 | NU'EST  | Sleep Talking | 예뻐                                        |                                                            |
| 2013 | NU'EST  | Sleep Talking | 야하게 입지마                               |                                                            |
| 2014 | NU'EST  | Re:BIRTH      | 사랑 없는 사랑                              |                                                            |
| 2014 | NU'EST  | Re:BIRTH      | CLIMAX                                      |                                                            |
| 2014 | NU'EST  | Re:BIRTH      | 어깨빌려줘 (Feat. 계범주)                   | Letras com Aron                                            |
| 2015 | NU'EST  | I'm Bad       | I'm Bad                                     |                                                            |
| 2016 | NU'EST  | Q is          | 나의 천국                                   | Música com Baekho                                          |
| 2016 | NU'EST  | Q is          | 여왕의 기사 (Overcome)                      |                                                            |
| 2016 | NU'EST  | Q is          | 사실 말야                                   | Letras com Minhyun, Baekho Música com Baekho               |
| 2016 | NU'EST  | Q is          | 티격태격                                    |                                                            |
| 2016 | NU'EST  | CANVAS        | Daybreak                                    | Letras com Minhyun Unidade faixa de JR e Minhyun           |
| 2016 | NU'EST  | CANVAS        | R.L.T.L (Real Love True Love) (one morning) | Letras com Minhyun, Baekho                                 |
| 2016 | NU'EST  | CANVAS        | Love Paint (every afternoon)                | Todos os NU'EST membros participaram em escrever as letras |
| 2016 | NU'EST  | CANVAS        | Look (a starlight night)                    | Letras com Minhyun, Baekho Música com Baekho               |

### Aparição em trilha sonora
| Ano  | Artista        | Título              | Melhores posições nas paradas | Álbum                  | Nota                                  |
| Ano  | Artista        | Título              | KOR (Gaon)                    | Álbum                  | Nota                                  |
| ---- | -------------- | ------------------- | ----------------------------- | ---------------------- | ------------------------------------- |
| 2010 | After School   | Someone Is You      | Não no gráfico                | Happy Pledis 1st Album | Boys Choir, incluindo JR, Baekho, Ren |
| 2011 | Uee            | 쏙쏙쏙(Sok Sok Sok) | 64                            | Non-album single       | JR: rap                               |
| 2017 | Sons of People | Never               | 2                             | 35 Boys 5 Concepts     | Como o Produce 101 concorrentes       |

## Filmografia

### Dramas e filmes
| Ano  | Título                 | Título Original            | Personagem                     | Tipo          | Notas            | Referências |
| ---- | ---------------------- | -------------------------- | ------------------------------ | ------------- | ---------------- | ----------- |
| 2016 | The Solitary Gourmet   | 孤独的美食家 第一季·台湾篇 | Zhang Huai Shan / Zhang Si Nan | Drama chinês  | com Ren          |             |
| 2016 | Their Distance         | 知らない、ふたり           | Ji-woo                         | Filme japonês | com Minhyun, Ren |             |
| 2021 | I'll Become Your Night | 너의 밤이 되어줄게         | Lee Shin                       | Drama coreano |                  | [ 21 ]      |

### Aparições em video musical
| Ano  | Artista                   | Título                            | Nota                                                                    |
| ---- | ------------------------- | --------------------------------- | ----------------------------------------------------------------------- |
| 2011 | Orange Caramel            | Bangkok City                      |                                                                         |
| 2011 | A.S.Blue                  | Wonder Boy                        |                                                                         |
| 2011 | Son Dam-bi & After School | LOVE LETTER                       | Feat. Ara, Hyelim, Minhyun, Baekho JR também apareceu no show de música |
| 2012 | Happy Pledis              | LOVE LETTER(PLEDIS BOYS VERSION!) |                                                                         |

## Programas de TV
| Ano  | Programa                               | Situação          | Rede      | Notas                                             | Ref           |
| ---- | -------------------------------------- | ----------------- | --------- | ------------------------------------------------- | ------------- |
| 2017 | Produce 101 Season 2                   | Competidor        | Mnet      |                                                   | [ 26 ]        |
| 2017 | Night Goblin                           | Participante Fixo | JTBC      |                                                   | [ 27 ]        |
| 2017 | Suspicious Singer/Shadow Singer        | Panelista Fixo    | TvN       |                                                   | [ 28 ]        |
| 2017 | Master Key                             | Participante      | SBS       | Episódios 4,6,8,11,13                             | [ 29 ]        |
| 2018 | Law of the Jungle                      | Participante      | SBS       | Episódios 302-305                                 | [ 30 ]        |
| 2018 | For this First Time in my Life         | Participante      | E Channel | Episódio 9-10                                     | [ 31 ]        |
| 2018 | Looking for Trouble Season 2: Paradise | Participante Fixo | JTBC2     |                                                   | [ 32 ]        |
| 2018 | Battle Trip                            | MC e Participante | JTBC      | Episódios 99-99 (MC); episódio 109 (participante) | [ 33 ] [ 34 ] |
| 2018 | Love Catcher                           | Painelista        | Mnet      |                                                   | [ 35 ]        |
| 2018 | LAN Cable Life                         | MC                | JTBC      |                                                   | [ 36 ]        |
| 2018 | Not the Same Person You Used to Know   | MC                | Mnet      | Episódio 1; 3-6                                   | [ 37 ]        |
| 2019 | UHSN (Study Abroad Girl)               | MC                | Mnet      | com Minhyun                                       | [ 38 ]        |
| 2020 | We Play                                | Participante Fixo | SKY Drama | Season 2-presente                                 | [ 39 ]        |

## Prêmios e indicações
| Ano  | Prêmio                   | Categoria              | Trabalho nomeado | Resultado | Ref    |
| ---- | ------------------------ | ---------------------- | ---------------- | --------- | ------ |
| 2019 | Korea First Brand Awards | Male Idol Variety Star | N/A              | Ganhou    | [ 40 ] |